# Erechthias iseres
Erechthias iseres är en fjärilsart som beskrevs av Turner 1917. Erechthias iseres ingår i släktet Erechthias och familjen äkta malar. Inga underarter finns listade i Catalogue of Life.